# ساكي تاكاهاشي
ساكي تاكاهاشي (باليابانية: 高橋 栄)، هو لاعب كرة قدم ياباني سابق كان يلعب كمدافع. سبق له أن لعب مع منتخب اليابان.

## وصلات خارجية
- ساكي تاكاهاشي على موقع ناشيونال فوتبول تيمز (الإنجليزية)

- National Football Teams
- Japan National Football Team Database